# Яблочкова, Елизавета Никитична
Елизавета Никитична Яблочкова (урожденная Бегичева; 1771—1843) — русская писательница. Бабушка изобретателя электрической свечи П. Н. Яблочкова.

## Биография
Происходила из тульской ветви старинного дворянского рода Бегичевых.
Сестра Степана, Дмитрия Бегичевых и Варвары — монахини Смарагды.
Интерес к литературе был свойствен всем её родным: брат Степан был мемуаристом, близким другом А. С. Грибоедова, принимал участие в литературной жизни Петербурга и Москвы. Дмитрий — писателем, государственным деятелем, тайным советником, сенатором и воронежским губернатором (1830—1836), известен своим романом «Семейство Холмских». Сестра Варвара (монахиня Смарагда) сочиняла проповеди.
Писала много и быстро. Автор комедии, стихов, романов. Её большой роман «Шигоны», вышедший в 1831 г., относится к раннему периоду русской истории — времени крещения Руси. В нём, по мнению авторов ЭСБЕ было больше рассуждений об истинах христианства, чем действия.
Известно, что Е. Н. Яблочкова устраивала у себя в деревне спектакли и писала для них пьесы, которые разыгрывались крепостными актёрами. Семья её была близка с поэтом-партизаном Денисом Давыдовым и некоторыми будущими декабристами.